# NGC 700
NGC 700 é uma galáxia lenticular (S0) localizada na direcção da constelação de Andromeda. Possui uma declinação de +36° 02' 12" e uma ascensão recta de 1 horas, 52 minutos e 16,8 segundos.
A galáxia NGC 700 foi descoberta em 12 de Outubro de 1855 por William Parsons.